# Romance op. 36 de Saint-Saëns
Pour les articles homonymes, voir Romance (Saint-Saëns).
La Romance, op. 36, est une pièce pour cor (ou violoncelle) avec accompagnement de piano (ou d'orchestre) de Camille Saint-Saëns composée en 1874.

## Présentation
La Romance est composée au début de l'année 1874 et publiée en novembre de la même année par Durand,.
La partition est écrite pour cor ou violoncelle avec accompagnement d'orchestre ou de piano.
Dans Le Ménestrel et Le XIXe siècle est indiquée une première audition donnée par le dédicataire de l'œuvre, Henri Jean Garigue, le 15 mai 1873, lors d'un concert dirigé par Jules Danbé au Grand-Hôtel de Paris. Un compte rendu dans la Revue et gazette musicale de Paris du 15 février 1874 semble également évoquer la pièce.
Parmi les premières exécutions publiques connues de la Romance op. 36, on relève en tout cas le 14 février 1874 salle Herz, où elle est jouée par Lichtlé, le 23 février 1878 à la société musicale La Trompette, jouée par Ernest de Munck et Camille Saint-Saëns, et le 27 mars 1878, jouée par Joseph Stennebruggen accompagné de l'Orchestre municipal de Strasbourg dirigé par Saint-Saëns.

## Orchestration

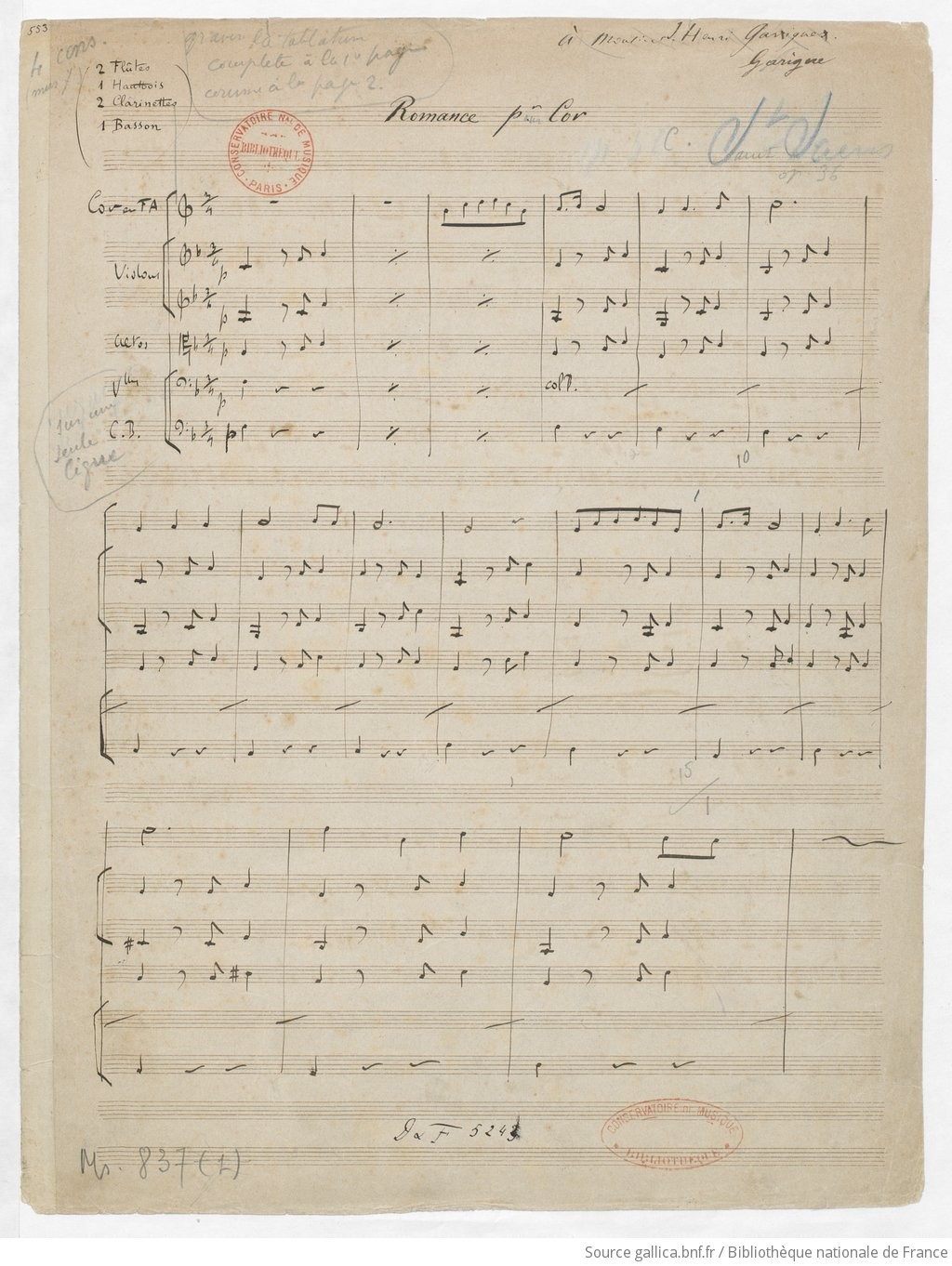
Première page du manuscrit autographe de la version orchestrale.

L'instrumentation de la version orchestrale requiert :
| Instrumentation de la Romance                                        |
| Bois                                                                 |
| 2 flûtes, 1 hautbois, 2 clarinettes, 1 basson                        |
| Cordes                                                               |
| premiers violons, seconds violons, altos, violoncelles, contrebasses |

Le matériel de la version avec orchestre est publié en 1878 par Durand, et le conducteur d'orchestre en 1897,.    

## Structure et analyse
La Romance, d'une durée moyenne d'exécution de quatre minutes environ, est en fa majeur, à 
, Moderato, et fait 93 mesures. Elle est de forme ternaire, se rapprochant de la coupe d'une aria da capo, la dernière partie étant presque littéralement une reprise de la première partie. La deuxième partie, quant à elle, est plus animée et comprend des dynamiques plus appuyées.
La pièce porte le numéro d'opus 36 et, dans le catalogue des œuvres du compositeur établi par la musicologue Sabina Teller Ratner, le numéro 195.
L'œuvre est au répertoire des cornistes comme des violoncellistes et a été enregistrée de nombreuses fois, dans ses différentes versions.

## Discographie
- Camille Saint-Saëns : Les sonates pour instruments à vent, Gilbert Coursier (cor) et Annie d'Arco (piano), Arpège 1975, réédition Calliope 2004 (CAL 4819) et Indésens Records 019, 2013[7].
- Camille Saint-Saëns : Musique de chambre avec vents, CD 1, André Cazalet (cor) et Laurent Wagschal (piano), Indésens Records 010, 2010[8].
- Saint-Saëns: Works for Cello and Orchestra, Gabriel Schwabe (violoncelle), Orchestre symphonique de Malmö, Marc Soustrot (dir.), Naxos 8.573737, 2017.
- Camille Saint-Saëns Edition, Warner Classics 0190296746048, 2021[9] :
  - CD 9, Radovan Vlatković (cor), Ensemble orchestral de Paris, Jean-Jacques Kantorow (dir.) ;
  - CD 11, Roland Pidoux (violoncelle), Jean Hubeau (piano).

### Éditions
- Camille Saint-Saëns, Romance pour cor, Durand, 1874 (lire en ligne).
- Camille Saint-Saëns (préf. Dominik Rahmer), Romances pour cor et piano, G. Henle Verlag, coll. « Urtext », 2013 (ISMN 979-0-2018-1167-3, présentation en ligne, lire en ligne).

### Ouvrages
- (en) Sabina Teller Ratner, Camille Saint-Saëns 1835-1921 : A Thematic Catalogue of his Complete Works, vol. I : The Instrumental Works, Oxford University Press, 2002, 628 p. (ISBN 0-19-816320-7).
- Jean Gallois, Camille Saint-Saëns, Liège, Mardaga, coll. « Musique-Musicologie », 2004 (ISBN 2-87009-851-0).
- Fabien Guilloux, « Le cor est un instrument merveilleux », dans Fabien Guilloux et Emanuele Marconi (dir.), Un souffle de modernité ! : Camille Saint-Saëns et les instruments à vent, Le Musée des instruments à vent / Institut de Recherche en Musicologie, 2021, 295 p. (ISBN 978-2-9573-5291-3), p. 120-121.